# Komparativna književnost
Poredbena ili komparativna književnost je znanost o književnosti. Ova znanost na temelju metode uspoređivanja proučava književne pojave i odjeke tih pojava u drugim sredinama. Proučava uzajamne veze i utjecaje među različitim književnostima itd. 
Opći je dojam da se kao akademska disciplina komparativna književnost institucionalizirala prije nešto više od jednoga stoljeća. U Hrvatskoj počeci datiraju kad je djelatan bio Vatroslav Jagić. Popularnost i ekspanzija ove discipline nisu uvijek bili povoljni jer je vrlo često bilo nacionalnih predrasuda, a i uvjerenja o nepotrebnosti konstituiranja specijalnog komparatističkog studija.
Za hrvatsku komparatističku metodologiju temeljna su djela Ive Hergešića Poredbena ili komparativna književnost, Zagreb, 1932. i Uvod u predavanja iz poredbene književnosti, Zagreb, 1937.

## Hrvatska
Tijekom 1960-ih osnovana je Katedra za komparativnu književnost na Filozofskom fakultetu Zagrebačkog sveučilišta, sada Odsjek za komparativnu književnost istog fakulteta. Utemeljio ju je Ivo Hergešić, a među istaknutim su profesorima odsjeka i Ivan Slamnig, Milivoj Solar, Ante Peterlić, Pavao Pavličić, Zoran Kravar, Mirko Tomasović, Boris Senker, Andrea Zlatar Violić, Gajo Peleš, Gordana Slabinac, Lada Čale Feldman te Miroslav Beker.